# Caroline Peters
Caroline Peters (Magonza, 7 settembre 1971) è un'attrice tedesca.

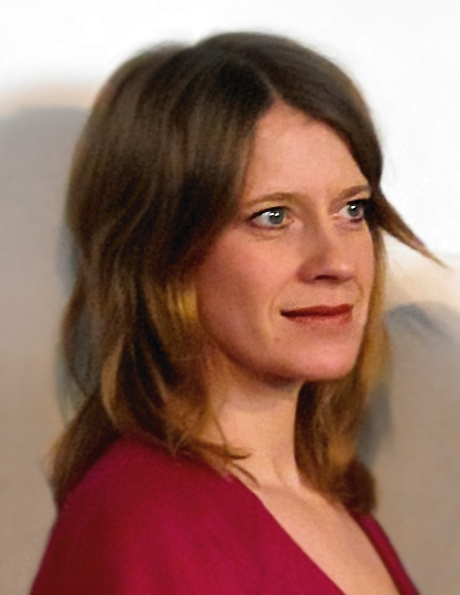
Caroline Peters, Großes Fernsehen Festival

Conosciuta principalmente per la serie televisiva tedesca del 2008 Homicide Hills - Un commissario in campagna, è stata premiata con l’Adolf Grimme Award per la sua interpretazione in Arnies Welt. Dopo la partecipazione al film israeliano Camminando sull'acqua, che la vedeva interpretare la nipote di un criminale nazista, ha fatto scalpore la dichiarazione che il suo stesso nonno è stato un nazista.

## Filmografia parziale

### Cinema
- Feudelfeuer, regia di Daniel Petersen (2001)
- Über Nacht, regia di Horst Krassa (2003)
- Schöne Frauen, regia di Sathyan Ramesh (2004)
- Camminando sull'acqua (Walk on Water), regia di Eytan Fox (2004)
- Prinzessin, regia di Birgit Grosskopf (2006)
- November Sonne, regia di Yvonne Brandl (2006) cortometraggio
- Torpedo, regia di Helene Hegemann (2008)
- Umdeinleben, regia di Gesine Danckwart (2009)
- Kalte Probe, regia di Christine Lang e Constanze Ruhm (2013)
- Junges Licht, regia di Adolf Winkelmann (2016)
- Cosa abbiamo fatto per meritarci questo? (Womit haben wir das verdient?), regia di Eva Spreitzhofer (2018)

### Televisione
- Dolce settembre (Süßer September), regia di Florian Froschmayer – film TV (2015)
- Arnies Welt, regia di Isabel Kleefeld – film TV (2005)
- Homicide Hills - Un commissario in campagna (Mord mit Aussicht) – serie televisiva, 39 episodi (2008-2014)

## Doppiatrici italiane
Nelle versioni in italiano delle opere in cui ha recitato, Rachel Shelley è stata doppiata da:
- Anna Cugini in Homicide Hills - Un commissario in campagna
- Emanuela D'Amico in Cosa abbiamo fatto per meritarci questo?